# Шынг-Сай
Шынг-Сай (кирг. Шың-Сай) — село в Ноокенском районе Джалал-Абадской области Кыргызстана. Входит в состав Достукского айылного аймака.

## География
Село расположено в южной части области, на берегах реки Шинг (левый приток Нарына), на расстоянии приблизительно 38 километров (по прямой) к северо-западу от села Масы, административного центра района. Абсолютная высота — 1045 метров над уровнем моря.

## Население
Согласно оценочным данным Национального статистического комитета Кыргызской Республики, численность населения села на начало 2023 года составляла 107 человек.
| год     | 2009 | 2014 | 2015 | 2020 | 2021 | 2023 |
| ------- | ---- | ---- | ---- | ---- | ---- | ---- |
| человек | 85   | 197  | 101  | 108  | 107  | 107  |